# Jean Louis Nicodé
Jean Louis Nicodé (ur. 12 sierpnia 1853 w Jeżycach, zm. 5 października 1919 w Langebrück) – niemiecki kompozytor, pianista i dyrygent.

## Życiorys
Podstawy edukacji muzycznej otrzymał od ojca oraz organisty nazwiskiem Hartkas. W 1869 roku wyjechał do Berlina, gdzie uczył się w Neue Akademie der Tonkunst u Theodora Kullaka (fortepian), Friedricha Kiela (kompozycja) i Richarda Wüersta (harmonia). Występował jako pianista, w 1878 roku koncertował wraz ze śpiewaczką Désirée Artôt w Galicji i Rumunii. Od 1878 do 1885 roku uczył gry na fortepianie w konserwatorium w Dreźnie, następnie w latach 1885–1888 dyrygował drezdeńską orkiestrą filharmoniczną. Od 1893 do 1900 roku prowadził własne Nicodé Concerts, od 1896 roku dyrygował także Dresdner Neustädtischer Chorgesangverein. Po 1900 roku osiadł w Langebrück i poświęcił się pracy kompozytorskiej.
Skomponował dwie ody symfoniczne Das Meer na solistów, głosy męskie, orkiestrę i organy (1889) i Gloria! ein Sturm- und Sonnenlied na głosy chłopięce, głosy męskie, orkiestrę i organy (1905), ponadto m.in. szereg utworów orkiestrowych takich jak Maria Stuart, Die Jagd nach dem Glück, Symphonische Variationen, Romanze na skrzypce i orkiestrę, a także utwory fortepianowe (Andenken an Robert Schuhmann, Aphorismen, Ein Liebesleben) i chóralne (Morgenwanderung im Gebirge, Nach Sonnenuntergang, Requiem).